# گروه صفرا
گروه صفرا (به انگلیسی: Safra Group) شرکت خوشه‌ای برزیلی است، که در زمینه ارائه خدمات مالی و بانکداری، توسعه املاک و مستغلات، سرمایه‌گذاری در کشاورزی و ترابری فعالیت می‌نماید. 
گروه صفرا در نیمه‌های سده ۱۹ میلادی توسط خانواده صفرا تأسیس شد و در حال حاضر دارای عملیات در کشورهای ایالات متحده آمریکا، سوئیس، برزیل، سوریه، ترکیه، لوکزامبورگ، فرانسه و بریتانیا می‌باشد.
دفتر مرکزی این شرکت در شهر سائوپائولو، برزیل قرار دارد. از زیرمجموعه‌های گروه صفرا می‌توان به: بانکو صفرا، صفرا نشنال بانک نیویورک، بانک جیکوب صفرا سوئیس و شرکت فیبریا اشاره نمود.